# Роггенбург (Бавария)
Роггенбург (нем. Roggenburg) — община в Германии, в земле Бавария.
Подчиняется административному округу Швабия. Входит в состав района Ной-Ульм. Население составляет 2712 человек (на 31 декабря 2010 года). Занимает площадь 27,41 км².

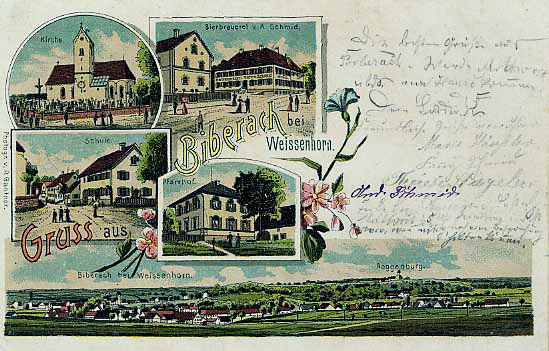
Роггенбург